# Kanadische Unterhauswahl 2021
- NDP: 25
- BQ: 32
- Grüne: 2
- Lib: 160
- Kon: 119

Die 44. kanadische Unterhauswahl (englisch 44th Canadian General Election, französisch 44e élection fédérale canadienne) fand am 20. September 2021 statt. Gewählt wurden die 338 Mitglieder des kanadischen Unterhauses (englisch House of Commons, französisch Chambre des Communes). Die Wahlurkunden wurden vonseiten der Generalgouverneurin Mary Simon am 15. August 2021 ausgestellt, nachdem Premierminister Justin Trudeau die Auflösung des Parlaments für eine vorgezogene Neuwahl beantragt hatte.
Das Ergebnis blieb im Vergleich zur Unterhauswahl 2019 beinahe unverändert und es resultierten nur geringfügige Sitzverschiebungen. Dies bedeutet, dass die von Trudeau angeführte Liberale Partei weiterhin eine Minderheitsregierung bildet, während die Konservative Partei trotz eines leicht höheren Wähleranteils stärkste Oppositionskraft bleibt.

## Ausgangslage
Bei der Unterhauswahl 2019 verloren die Liberalen unter der Führung des amtierenden Premierministers Justin Trudeau sowohl ihre parlamentarische Mehrheit als auch Spitzenposition bei der Anzahl Stimmen, gewannen aber dennoch die meisten Sitze und blieben mit einer Minderheitsregierung im Amt. Die Konservativen gewannen Sitze hinzu und errangen die meisten Stimmen, bildeten aber weiterhin die offizielle Opposition. Der Bloc Québécois erlangte als drittstärkste Partei wieder den Fraktionsstatus. Er löste damit die Neuen Demokraten ab, die Sitze verloren und auf den vierten Platz abrutschten. Obwohl die Grünen Sitze hinzugewannen, erreichten sie nicht die für den offiziellen Fraktionsstatus erforderliche Anzahl von zwölf Abgeordneten.
Unmittelbar nach der Wahl kündigten alle Parteivorsitzenden zunächst an, dass sie auch in der nächsten Legislaturperiode an der Spitze ihrer jeweiligen Partei stehen würden. Elizabeth May erklärte jedoch, dass sie die Grünen möglicherweise nicht in die 44. Wahl führen würde, und trat schließlich am 4. November 2019 als Vorsitzende zurück. Zwei Tage später beschlossen die Mitglieder der konservativen Fraktion, keine Maßnahme zu ergreifen, die ihnen die Möglichkeit gegeben hätte, Andrew Scheer als Parteivorsitzenden abzusetzen. Seine Führungsrolle wäre auf dem nächsten Parteitag, der für April 2020 geplant war, noch einmal überprüft worden. Am 12. Dezember gab Scheer jedoch seinen Rücktritt als Parteivorsitzender bekannt, nachdem enthüllt worden war, dass er Parteispenden für die Ausbildung seiner Kinder in einer Privatschule zweckentfremdet hatte. Er blieb vorerst im Amt, bis zur Wahl von Erin O’Toole zu seinem Nachfolger am 24. August 2020.
Als Premierminister Trudeau am 15. August 2021 das Parlament vorzeitig auflöste, begründete er diesen Schritt damit, dass er für die möglichst rasche Beendigung der COVID-19-Pandemie sowie die Bewältigung ihrer sozialen und wirtschaftlichen Folgen ein starkes Mandat der Wahlberechtigten benötige. Die Ausrufung von Neuwahlen erfolgte am selben Tag wie die Eroberung von Kabul. Dies führte in den ersten beiden Wochen des Wahlkampfs zur Kritik, die Regierung habe auf den Vormarsch der Taliban nicht schnell genug reagiert, um jene Afghanen zu evakuieren, die Kanadas militärische und diplomatische Bemühungen im Afghanistankrieg unterstützt hatten.
| Partei                      | Ideologie                                    | Position                | Vorsitzender           | Ergebnis 2019 | Ergebnis 2019 | bei Auflösung |
| Partei                      | Ideologie                                    | Position                | Vorsitzender           | Stimmen (%)   | Sitze         | Sitze         |
| --------------------------- | -------------------------------------------- | ----------------------- | ---------------------- | ------------- | ------------- | ------------- |
| Liberale Partei Kanadas     | Liberalismus, Sozialliberalismus             | Mitte bis Mitte-links   | Justin Trudeau         | 33,12 %       | 157/338       | 155/338       |
| Konservative Partei Kanadas | Konservatismus, Wirtschaftsliberalismus      | Mitte-rechts bis rechts | Erin O’Toole           | 34,34 %       | 121/338       | 119/338       |
| Bloc Québécois              | Separatismus in Québec                       | Mitte-links             | Yves-François Blanchet | 07,63 %       | 32/338        | 32/338        |
| Neue Demokratische Partei   | Sozialdemokratie, Demokratischer Sozialismus | Mitte-links bis links   | Jagmeet Singh          | 15,98 %       | 24/338        | 24/338        |
| Grüne Partei Kanadas        | Grüne Politik                                | Mitte-links bis links   | Annamie Paul           | 06,55 %       | 3/338         | 2/338         |
| Unabhängige                 | –                                            | –                       | –                      | 00,40 %       | 1/338         | 5/338         |
| vakant                      | –                                            | –                       | –                      | –             | –             | 1/338         |

Spitzenkandidaten der bis 2021 ins Parlament gewählten Parteien:

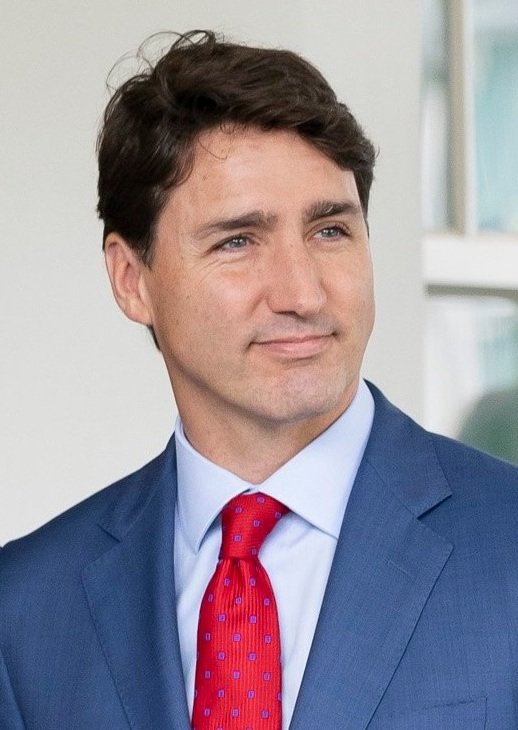
Justin Trudeau (Liberale)
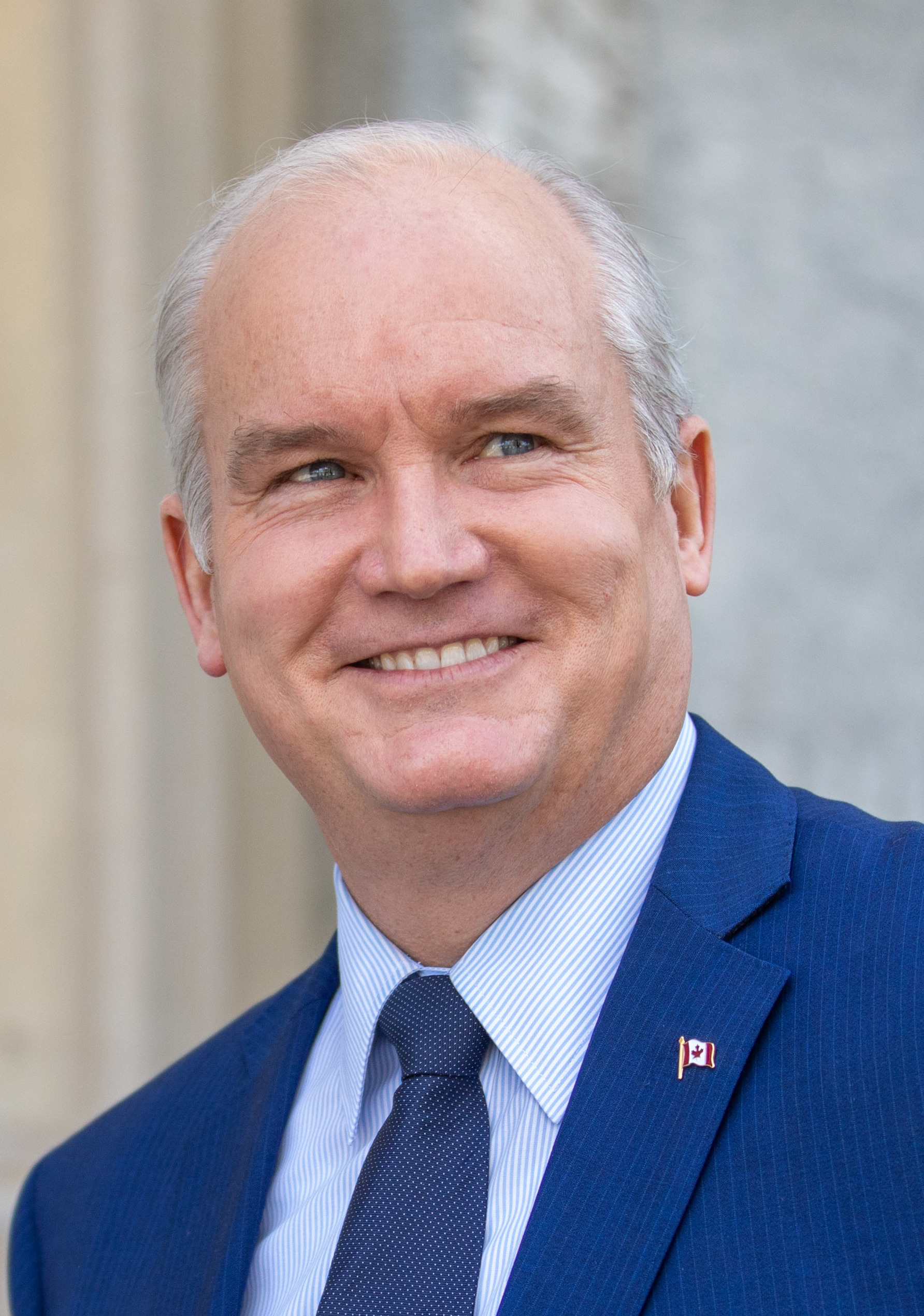
Erin O’Toole (Konservative)
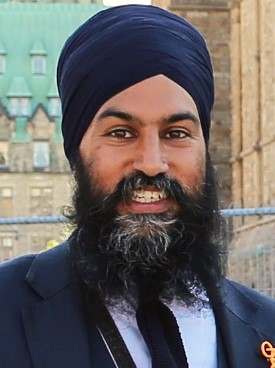
Jagmeet Singh (NDP)
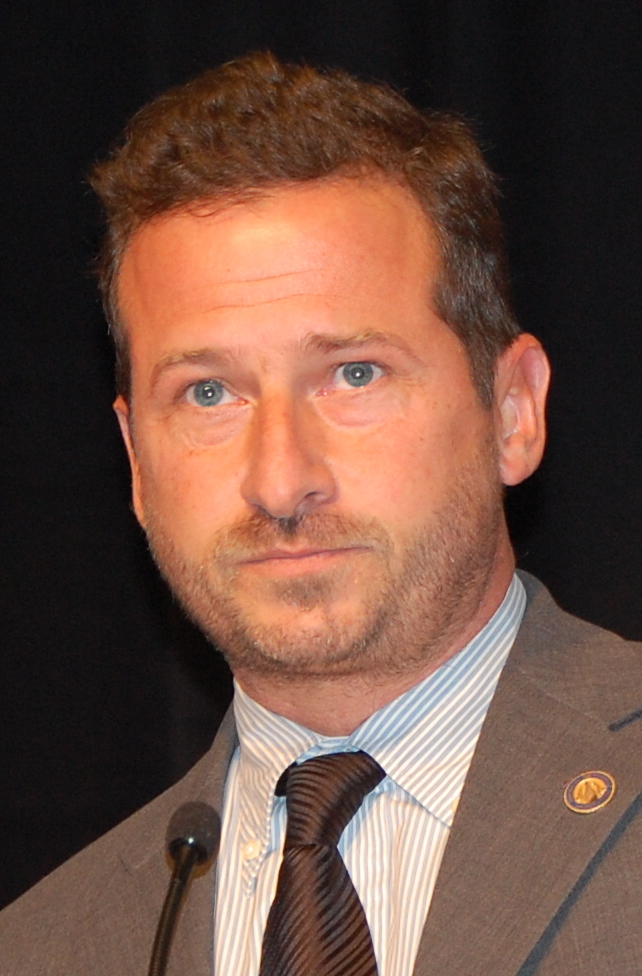
Yves-François Blanchet (BQ)
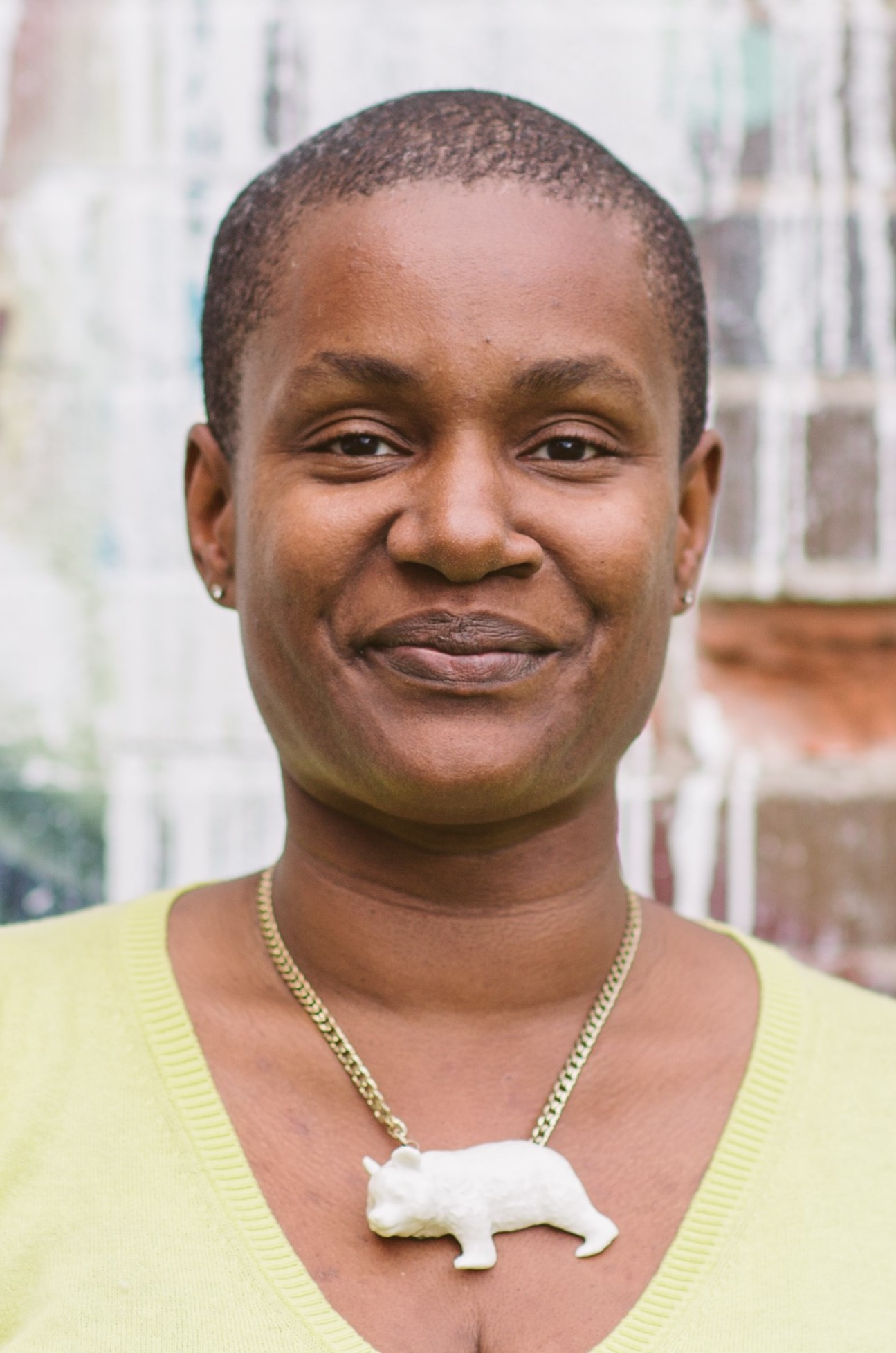
Annamie Paul (Grüne)

## Umfragen

Meinungsumfragen im Wahlkampf (14. August bis 19. September) der Unterhauswahl 2021

Meinungsbefragung während der Vorwahlphase (Oktober 2019 bis Mitte August 2021) der Unterhauswahl 2021

## Ergebnisse
Die Wahlbeteiligung betrug 62,25 % und lag damit fast drei Prozentpunkte tiefer als bei der letzten Wahl.

### Gesamtergebnis

Gewinner der Wahlkreise

Amtliches Endergebnis:
| Partei | Partei                    | Vorsitzender           | Kandi- daten | Sitze 2019 | bei Auf- lösung | Sitze 2021 | +/− | Stimmen    | Anteil  | +/−      |
| ------ | ------------------------- | ---------------------- | ------------ | ---------- | --------------- | ---------- | --- | ---------- | ------- | -------- |
|        | Liberale Partei           | Justin Trudeau         | 338          | 157        | 155             | 160        | + 3 | 5.556.629  | 32,62 % | − 0,50 % |
|        | Konservative Partei       | Erin O’Toole           | 337          | 121        | 119             | 119        | − 2 | 5.747.410  | 33,74 % | − 0,60 % |
|        | Bloc Québécois            | Yves-François Blanchet | 078          | 032        | 032             | 32         | –   | 1.301.615  | 7,64 %  | + 0,01 % |
|        | Neue Demokratische Partei | Jagmeet Singh          | 338          | 024        | 024             | 25         | + 1 | 3.036.348  | 17,83 % | + 1,85 % |
|        | Grüne Partei              | Annamie Paul           | 252          | 003        | 002             | 2          | − 1 | 396.988    | 2,33 %  | − 4,22 % |
|        | Volkspartei               | Maxime Bernier         | 312          | 000        | 000             | 0          |     | 840.993    | 4,94 %  | + 3,32 % |
|        | Unabhängige               |                        | 091          | 001        | 005             | 0          | − 1 | 025.605    | 0,20 %  | − 0,22 % |
|        | Sonstige Parteien         |                        | 264          |            |                 |            |     | 128.655    | 0,90 %  | + 0,14 % |
|        | vakant                    | vakant                 |              |            | 001             |            |     |            |         |          |
| Gesamt | Gesamt                    | Gesamt                 | 2010         | 338        | 338             | 338        |     | 17.034.243 | 100 %   |          |

### Ergebnis nach Provinzen und Territorien
Amtliches Endergebnis:
| Partei      | Partei                          | Partei | BC   | AB   | SK   | MB   | ON   | QC   | NB   | NS   | PE   | NL   | NU   | NT   | YT   | Gesamt |
| ----------- | ------------------------------- | ------ | ---- | ---- | ---- | ---- | ---- | ---- | ---- | ---- | ---- | ---- | ---- | ---- | ---- | ------ |
|             | Liberale Partei                 | Sitze  | 15   | 2    | 0    | 4    | 78   | 35   | 6    | 8    | 4    | 6    | 0    | 1    | 1    | 160    |
| Anteil in % | Liberale Partei                 | 27,0   | 15,5 | 10,6 | 27,9 | 39,3 | 33,6 | 42,4 | 42,3 | 46,2 | 47,7 | 35,6 | 38,2 | 33,2 | 32,6 |        |
|             | Konservative Partei             | Sitze  | 13   | 30   | 14   | 7    | 37   | 10   | 4    | 3    | 0    | 1    | 0    | 0    | 0    | 119    |
| Anteil in % | Konservative Partei             | 33,2   | 55,3 | 59,0 | 39,2 | 34,9 | 18,6 | 33,6 | 29,4 | 31,6 | 32,5 | 16,6 | 14,4 | 26,2 | 33,7 |        |
|             | Neue Demokratische Partei       | Sitze  | 13   | 2    | 0    | 3    | 5    | 1    | 0    | 0    | 0    | 0    | 1    | 0    | 0    | 25     |
| Anteil in % | Neue Demokratische Partei       | 29,2   | 19,1 | 21,1 | 23,0 | 17,8 | 9,8  | 11,9 | 22,1 | 9,2  | 17,4 | 47,9 | 32,3 | 22,4 | 17,8 |        |
|             | Bloc Québécois                  | Sitze  |      |      |      |      |      | 32   |      |      |      |      |      |      |      | 32     |
| Anteil in % | Bloc Québécois                  |        |      |      |      |      | 32,1 |      |      |      |      |      |      |      | 7,7  |        |
|             | Grüne Partei                    | Sitze  | 1    | 0    | 0    | 0    | 1    | 0    | 0    | 0    | 0    |      |      | 0    | 0    | 2      |
| Anteil in % | Grüne Partei                    | 5,3    | 0,9  | 1,1  | 1,7  | 2,2  | 1,5  | 5,2  | 1,9  | 9,6  |      |      | 2,5  | 4,7  | 2,3  |        |
|             | Volkspartei                     | Sitze  | 0    | 0    | 0    | 0    | 0    | 0    | 0    | 0    | 0    | 0    |      |      |      | 0      |
| Anteil in % | Volkspartei                     | 4,9    | 7,4  | 6,6  | 7,6  | 5,5  | 2,7  | 6,1  | 4,0  | 3,2  | 2,4  |      |      |      | 5.0  |        |
|             | Unabhängige und kleine Parteien | Sitze  | 0    | 0    | 0    | 0    | 0    | 0    | 0    | 0    | 0    |      |      | 0    | 0    | 0      |
| Anteil in % | Unabhängige und kleine Parteien | 0,4    | 1,8  | 1,6  | 0,6  | 0,3  | 1,7  | 0,8  | 0,3  | 0,2  |      |      | 12,7 | 13,6 |      |        |